# نیوجینز
ان جی زی (به انگلیسی: NJZ) یا همان نیوجینز سابق گروه دخترانهٔ اهل کره جنوبی است که توسط ادور، زیرمجموعهٔ هایب کورپوریشن شکل گرفت. این گروه شامل پنج عضو است: مین‌جی، هانی، دنیل، هه‌رین و هه‌این. گروه در ۲۲ ژوئیهٔ ۲۰۲۲، تک‌آهنگ نخست خود را با عنوان «توجه» و در ۱ اوت ۲۰۲۲، اولین آلبوم چندآهنگهٔ خود نیو جینز را منتشر کرد.

## اعضا
- مین‌جی (کره‌ای: 민지)[۲]
- هانی (کره‌ای: 하니)[۳]
- دنیل (کره‌ای: 다니엘)[۳]
- هه‌رین (کره‌ای: 해린)[۳]
- هه‌این (کره‌ای: 혜인)[۳]